# Royal Green Jackets Museum
O Royal Green Jackets Museum é um museu localizado em Winchester, Inglaterra, que apresenta artefatos da história militar britânica, especialmente do regimento Royal Green Jackets e suas formações anteriores.

## História
As origens do Royal Green Jackets Museum datam do período pós-Primeira Guerra Mundial. Em 1917, antes mesmo do término da Primeira Grande Guerra, o governo britânico decidiu que um Museu Nacional de Guerra deveria ser criado para coletar e exibir materiais relacionados à Grande Guerra.
A criação do Museu Nacional de Guerra foi o catalisador de muitos regimentos do exército britânico em começar a acumular os artefatos de guerra e material documental. Tudo isso ocorrendo na década de 1920.
Durante muitos anos, as coleções do King's Royal Rifle Corps e Rifle Brigade foram agrupadas e alojadas onde quer que houvesse espaço nos prédios do The Rifle Depot, em Winchester. No entanto, até a reconstrução do Peninsula Barracks, uma casa semi-permanente para as coleções, em 1964, os artefatos ficaram no primeiro andar da sede do Depot, prédio que hoje abriga o Royal Green Jackets Museum.
Em 1986, surgiu a oportunidade, com o encerramento do Peninsula Barracks como depósito de treinamentos, para o The Royal Green Jackets estabelecer um museu regimental permanente no antigo depósito do prédio. O Ministério da Defesa aprovou e, em 1989, as coleções do King's Royal Rifle Corps e Rifle Brigade foram reunidas em um único local, ocupando metade do espaço do piso térreo e todo o primeiro andar do prédio. A Oxfordshire & Buckinghamshire Light Infantry também contribuíram ao emprestarem parte significativa de seu acervo para ficar em exposição no The Royal Green Jackets.
Em 1 de dezembro de 1989, a Rainha Elizabeth II inaugurou o novo museu.
Desde 1989, diversas alterações ocorreram dentro do museu, incluindo a introdução de novas exposições. Contudo, o layout básico e o espaço disponível não foram alterados.
Em 2004, a Oxfordshire & Buckinghamshire Light Infantry transferiu todo o seu acervo que estava instalado em Winchester para The Royal Green Jackets Museum. 

Em 2009, os curadores do museu decidiram que a nomenclatura do museu deveria ser alterada para The Royal Green Jackets (Rifles) Museum. A mudança foi realizada com os argumentos de que o museu deveria conectar o passado, com o presente e o futuro. A inclusão da palavra 'Rifles' foi uma tentativa de estabelecer uma conexão com o primeiro regimento rifle, The Rifle Brigade, e conectar com o atual, chamado de The Rifles. 